# Pardosa wagleri
Pardosa wagleri – gatunek pająka z podrodziny Pardosinae w rodzinie pogońcowatych (Lycosidae). Zamieszkuje tereny Azji i Europy. Na terenie Polski uznawany za narażony na wyginięcie (VU), a w Niemczech za gatunek zagrożony (EN). Gatunek zamieszkujący brzegi wód oraz doliny.

## Taksonomia
Do P. wagleri podobny jest inny gatunek, Pardosa saturatior. Jest on większy od P. wagleri, osiąga 8-9,5 mm. Czasami nawet sprawdzenie płytki płciowej (Epigyne) nie pozwala określić, do którego gatunku należy dany osobnik. P. wagleri został opisany przez Carla Wilhelma Hahna. 
Obecnie wyróżnia się 2 podgatunki P. wagleri: 
- P. wagleri wagleri,
- P. wagleri atra (niekiedy nazywany P. wagleri niger[5]).

## Występowanie i status
Pardosa wagleri został stwierdzony w Albanii, Austrii, Chorwacji, Czechach, Francji, Gruzji, Niemczech, Grecji, Włoszech, Litwie, Liechtensteinie, Czarnogórze, Polsce, Rumunii, Rosji, Serbii, Słowacji, Słowenii, Szwajcarii, Turcji, Ukrainie, na Kaukazie, poprzez środkową Azję, sięgając do Chin.
W Polsce pająk ten rzadko występuje, jedynie w Beskidzie Wschodnim w okolicach Przemyśla (stanowisko wątpliwe). Na Czerwonej liście zwierząt ginących i zagrożonych w Polsce jest umieszczany jest w kategorii gatunku narażonego na wyginięcie (VU – Vulnerable), a w niemieckiej klasyfikowany jest jako gatunek zagrożony wyginięciem (EN – Endangered). 
Dorosłe osobniki spotyka się od kwietnia do lipca. 

## Morfologia
Jest to jeden z największych pająków z rodzaju Pardosa, osiąga do 7,5 mm długości ciała, zwykle mniej ok. 5 mm-6 mm. Istnieje wyraźny dymorfizm płciowy – samica jest szarożółto ubarwiona, samiec jednolicie czarny, ponadto samiec jest mniejszy. 
Prosoma ciemnobrązowa, pokryta siwymi włoskami. Odnóża żółtawe, bez widocznej segmentacji. Epigyne samicy trójkątna, z przegrodą o długości 0,5 mm. Opisthosoma szaroczarna, bez wzoru i z białymi włoskami oraz plamkami. Tarsus (na którym się znajduje bulbus) u samca o długości 1 mm, z szarym owłosieniem. 

## Siedlisko i ochrona
Gatunek wysokogórski, występujący poniżej 1400 m n.p.m. Preferuje różne doliny, brzegi strumieni, bogate w kamienie i formacje roślinne oraz wysepki położone na rzece. Jego bliski krewny P. saturiator zwykle występuje powyżej 1400 m. Niestety, obszary występowania tego gatunku ulegają fragmentacji.
Harald Plachter uznaje, że niemiecki obszar występowania tego pająka to dolny brzeg Izary w Monachium. W Niemczech podejmuje się działania na rzecz ochrony tego gatunku. Specjalnie monitoruje się populacje tego pająka. Przeprowadzono także badanie, prowadzone w ramach akcji „Isar 2020”, które miało pokazać, który typ środowiska woli P. wagleri nad Izarą: pierwszy brzeg był porośnięty roślinami (brzeg C), dwa kolejne z przewagą kamieni i innych skał (brzeg A i B). Pająki preferowały brzegi A i B i częściej tam były obserwowane niż na brzegu C. Przeprowadzone badania udowodniły, że niemiecka populacja P. wagleri wzrasta.